# تیری برتون
تیری برتون (انگلیسی: Thierry Breton؛ زادهٔ ۱۵ ژانویهٔ ۱۹۵۵) کارآفرین، سیاست‌مدار و مدیر ارشد اجرایی فرانسوی است، که در حال حاضر به‌عنوان مدیر عامل اجرایی و رییس هیئت مدیره شرکت آتوس فعالیت می‌کند.